# Gouvernement Peter Mohr Dam I
Le gouvernement Peter Mohr Dam I est le 4e des îles Féroé.
Îles Féroé
Kristian Djurhuus II Hákun Djurhuus

## Composition initiale (9 janvier 1959)
| Portefeuille                                                              | Titulaire | Titulaire             | Parti |
| ------------------------------------------------------------------------- | --------- | --------------------- | ----- |
| Premier ministre                                                          |           | Peter Mohr Dam        | SPD   |
| Vice-Premier ministre Ministre de la Justice, des Finances et de la pêche |           | Kristian Djurhuus     | SB    |
| Ministre de l'Agriculture, Municipal et de l'école                        |           | Niels Winther Poulsen | SF    |